# Philipp Wesemann
Philipp Wesemann (* 30. September 1989 in Forst (Lausitz)) ist ein deutscher Politiker (SPD) und war von 2015 bis 2017 Bürgermeister der Stadt Forst (Lausitz). Bei seinem Amtsantritt war er mit 25 Jahren der jüngste hauptamtlich gewählte Bürgermeister in Deutschland.

## Biografie
Der gelernte Biologielaborant arbeitete nach seiner Lehre in der Gubener Plastinat GmbH von Gunther von Hagens. Mit 20 Jahren trat er in die SPD ein, wurde 2010 Jusos-Chef in Forst, arbeitete im Wahlkreisbüro von Dietmar Woidke und übernahm 2012 den Vorsitz der Stadtfraktion. Zudem war er ab 2014 Mitglied der Stadtverordnetenversammlung in Forst. Im März 2015 gewann er die Stichwahl zur Bürgermeisterwahl seiner Heimatstadt und trat am 6. Mai 2015 den Dienst an.
2016 erkrankte Wesemann an einem Burn-out, wodurch er seine Amtsgeschäfte temporär nicht mehr wahrnehmen konnte. Einer 2017 geplanten Abwahl Wesemanns als Bürgermeister durch die Stadtverordnetenversammlung kam er mit einem Rücktritt zuvor. Nach seiner Abwahl zog Wesemann nach Werder und ist weiterhin in der Lokalpolitik aktiv.